# 歐亨尼奧加賴將軍鎮
歐亨尼奧加賴將軍鎮（西班牙語：General Eugenio Alejandrino Garay），是巴拉圭的城鎮，位於該國東南部，由瓜伊拉省負責管轄，面積160平方公里，海拔高度295米，2002年人口7,649，人口密度每平方公里42.65人。